# Guarita (ort)
Guarita är en ort i Honduras.   Den ligger i departementet Departamento de Lempira, i den västra delen av landet, 170 km väster om huvudstaden Tegucigalpa. Guarita ligger 815 meter över havet och antalet invånare är 7 964.
Terrängen runt Guarita är huvudsakligen kuperad, men åt sydväst är den bergig. Runt Guarita är det ganska tätbefolkat, med 67 invånare per kvadratkilometer. Guarita är det största samhället i trakten. Omgivningarna runt Guarita är en mosaik av jordbruksmark och naturlig växtlighet.